# Inzinzac-Lochrist
Inzinzac-Lochrist là một xã ở tỉnh Morbihan trong vùng Bretagne tây bắc Pháp.